# Kuščëvskij rajon
Il Kuščëvskij rajon (in russo Кущёвский район?) è un rajon del Kraj di Krasnodar, nella Russia europea.